# Jin Yan
Jin Yan (27 de julho de 1972) é uma futebolista chinesa que atua como atacante.

## Carreira
Jin Yan integrou o elenco da Seleção Chinesa de Futebol Feminino, nas Olimpíadas de 2000. 